# Knight Ridder
Knight Ridder  foi uma empresa de mídia norte-americana, especializada na publicação de jornais e internet. A empresa foi comprada pela The McClatchy Company em 27 de junho de 2006. A empresa foi o segundo maior editorial nos Estados Unidos, com 32 jornais diários.

## História
Os antepassados corporativos da Knight Ridder foram os jornais Knight Ridder Inc. e Publicações, Inc. A primeira companhia foi fundada por John S. Knight em herdar o controle do The Akron Beacon Journal de seu pai, Charles Landon Knight, em 1933, a segunda empresa foi fundada por Herman Ridder quando adquiriu o jornal em língua alemã Staats-Zeitung, em 1892. Como o sentimento anti-alemão aumentou entre as duas guerras mundiais, Ridder com sucesso, realizou a transição para a publicação idioma Inglês através da aquisição do Jornal do Comércio em 1926.
Ambas as empresas se tornaram públicas em 1969 sendo incorporadas em 1974. Por um breve momento, a companhia combinada foi a maior editorial de jornais nos Estados Unidos.
Em 1997, comprou quatro jornais da Disney Co. (Kansas City Star, Ft. Worth Star Telegram, Belleville (Ill) Notícia-Democrat e (Wilkes-Barre, Pensilvânia) Tempo-Líder) por US$ 1,65 bilhões. Para a maioria de sua existência, a empresa foi sediada em Miami, com sede no último andar do edifício Miami Herald.
Em novembro de 2005, a empresa anunciou planos de "iniciativas estratégicas", que envolveriam a possível venda da empresa. Isso veio a se realizar em 27 de junho de 2006 com a venda para a The McClatchy Company.